# Tuffi ai campionati mondiali di nuoto 2023 - Trampolino 3 metri maschile
La gara dei tuffi dal trampolino 3 metri maschile dei campionati mondiali di nuoto 2023 è stata disputata il 19 e 20 luglio 2023 presso la Fukuoka Prefectural Pool di Fukuoka. La gara, a cui hanno preso parte 67 atleti provenienti da 42 nazioni, si è svolta in tre turni, in ognuno dei quali l'atleta ha eseguito una serie di sei tuffi.
I dodici tuffatori qualificati per la finale hanno anche ottenuto il pass per le Olimpiadi di Parigi 2024.
La competizione è stata vinta dal tuffatore cinese Wang Zongyuan, mentre l'argento e il bronzo sono andati rispettivamente al messicano Osmar Olvera e all'altro cinese Long Daoyi.

## Programma
| Data           | Ora (UTC+9) | Turno       |
| -------------- | ----------- | ----------- |
| 19 luglio 2023 | 09:00       | Preliminari |
| 19 luglio 2023 | 15:30       | Semifinale  |
| 20 luglio 2023 | 18:00       | Finale      |

## Risultati
| Pos.    | Atleta                   | Nazionalità     | Preliminari | Preliminari | Semifinale      | Semifinale      | Finale          | Finale          |
| Pos.    | Atleta                   | Nazionalità     | Punti       | Pos.        | Punti           | Pos.            | Punti           | Pos.            |
| ------- | ------------------------ | --------------- | ----------- | ----------- | --------------- | --------------- | --------------- | --------------- |
| Oro     | Wang Zongyuan            | Cina            | 500,95      | 1           | 546,25          | 1               | 538,10          | 1               |
| Argento | Osmar Olvera             | Messico         | 443,70      | 4           | 471,00          | 4               | 507,50          | 2               |
| Bronzo  | Long Daoyi               | Cina            | 452,75      | 3           | 495,80          | 2               | 499,75          | 3               |
| 4       | Andrew Capobianco        | Stati Uniti     | 385,40      | 17          | 427,35          | 9               | 448,00          | 4               |
| 5       | Rodrigo Diego López      | Messico         | 419,65      | 7           | 446,45          | 6               | 439,80          | 5               |
| 6       | Daniel Goodfellow        | Gran Bretagna   | 459,70      | 2           | 477,20          | 3               | 438,05          | 6               |
| 7       | Moritz Wesemann          | Germania        | 408,70      | 10          | 448,45          | 5               | 433,35          | 7               |
| 8       | Lars Rüdiger             | Germania        | 407,35      | 11          | 409,70          | 12              | 408,25          | 8               |
| 9       | Tyler Downs              | Stati Uniti     | 416,65      | 8           | 415,30          | 10              | 389,00          | 9               |
| 10      | Daniel Restrepo          | Colombia        | 385,65      | 16          | 410,90          | 11              | 382,80          | 10              |
| 11      | Lorenzo Marsaglia        | Italia          | 403,20      | 12          | 430,20          | 8               | 379,75          | 11              |
| 12      | Giovanni Tocci           | Italia          | 434,80      | 5           | 435,95          | 7               | 365,95          | 12              |
| 13      | Jonathan Ruvalcaba       | Rep. Dominicana | 399,00      | 13          | 409,45          | 13              | Non qualificati | Non qualificati |
| 14      | Ooi Tze Liang            | Malaysia        | 383,60      | 18          | 402,40          | 14              | Non qualificati | Non qualificati |
| 15      | Li Shixin                | Australia       | 393,45      | 14          | 394,55          | 15              | Non qualificati | Non qualificati |
| 16      | Alexis Jandard           | Francia         | 424,70      | 6           | 390,40          | 16              | Non qualificati | Non qualificati |
| 17      | Jules Bouyer             | Francia         | 415,25      | 9           | 389,05          | 17              | Non qualificati | Non qualificati |
| 18      | Jonathan Suckow          | Svizzera        | 385,95      | 15          | 369,10          | 18              | Non qualificati | Non qualificati |
| 19      | Woo Ha-ram               | Corea del Sud   | 382,40      | 19          | Non qualificati | Non qualificati | Non qualificati | Non qualificati |
| 20      | Liam Stone               | Nuova Zelanda   | 381,25      | 20          | Non qualificati | Non qualificati | Non qualificati | Non qualificati |
| 21      | Carlos Reinerio Escalona | Cuba            | 369,55      | 21          | Non qualificati | Non qualificati | Non qualificati | Non qualificati |
| 22      | Jordan Houlden           | Gran Bretagna   | 368,55      | 22          | Non qualificati | Non qualificati | Non qualificati | Non qualificati |
| 23      | Matej Nevešćanin         | Croazia         | 366,50      | 23          | Non qualificati | Non qualificati | Non qualificati | Non qualificati |
| 24      | Haruki Suyama            | Giappone        | 365,60      | 24          | Non qualificati | Non qualificati | Non qualificati | Non qualificati |
| 25      | Rafael Fogaça            | Brasile         | 365,55      | 25          | Non qualificati | Non qualificati | Non qualificati | Non qualificati |
| 26      | Andrzej Rzeszutek        | Polonia         | 364,70      | 26          | Non qualificati | Non qualificati | Non qualificati | Non qualificati |
| 27      | Alexander Hart           | Austria         | 363,95      | 27          | Non qualificati | Non qualificati | Non qualificati | Non qualificati |
| 28      | Oleh Kolodij             | Ucraina         | 362,35      | 28          | Non qualificati | Non qualificati | Non qualificati | Non qualificati |
| 29      | Luis Uribe               | Colombia        | 360,85      | 29          | Non qualificati | Non qualificati | Non qualificati | Non qualificati |
| 30      | Avvir Tham               | Singapore       | 359,60      | 30          | Non qualificati | Non qualificati | Non qualificati | Non qualificati |
| 31      | Nicolás García           | Spagna          | 359,05      | 31          | Non qualificati | Non qualificati | Non qualificati | Non qualificati |
| 32      | Nikolaj Schaller         | Austria         | 358,50      | 32          | Non qualificati | Non qualificati | Non qualificati | Non qualificati |
| 33      | Yona Knight-Wisdom       | Giamaica        | 356,65      | 33          | Non qualificati | Non qualificati | Non qualificati | Non qualificati |
| 34      | Anton Down-Jenkins       | Nuova Zelanda   | 353,55      | 34          | Non qualificati | Non qualificati | Non qualificati | Non qualificati |
| 35      | Yi Jaeg-yeong            | Corea del Sud   | 349,70      | 35          | Non qualificati | Non qualificati | Non qualificati | Non qualificati |
| 36      | Guillaume Dutoit         | Svizzera        | 348,75      | 36          | Non qualificati | Non qualificati | Non qualificati | Non qualificati |
| 37      | Rafael Max               | Brasile         | 346,70      | 37          | Non qualificati | Non qualificati | Non qualificati | Non qualificati |
| 38      | Danylo Konovalov         | Ucraina         | 344,45      | 38          | Non qualificati | Non qualificati | Non qualificati | Non qualificati |
| 39      | Kacper Lesiak            | Polonia         | 339,85      | 39          | Non qualificati | Non qualificati | Non qualificati | Non qualificati |
| 40      | Emmanuel Vázquez         | Porto Rico      | 332,50      | 40          | Non qualificati | Non qualificati | Non qualificati | Non qualificati |
| 41      | Alexandru Avasiloae      | Romania         | 331,25      | 41          | Non qualificati | Non qualificati | Non qualificati | Non qualificati |
| 42      | Sandro Melikidze         | Georgia         | 327,80      | 42          | Non qualificati | Non qualificati | Non qualificati | Non qualificati |
| 43      | Bryden Hattie            | Canada          | 326,30      | 43          | Non qualificati | Non qualificati | Non qualificati | Non qualificati |
| 44      | David Ekdahl             | Svezia          | 325,05      | 44          | Non qualificati | Non qualificati | Non qualificati | Non qualificati |
| 45      | Jake Passmore            | Irlanda         | 319,65      | 45          | Non qualificati | Non qualificati | Non qualificati | Non qualificati |
| 46      | Theofilos Afthinos       | Grecia          | 305,60      | 46          | Non qualificati | Non qualificati | Non qualificati | Non qualificati |
| 47      | Jesus Gonzalez Reyes     | Venezuela       | 305,45      | 47          | Non qualificati | Non qualificati | Non qualificati | Non qualificati |
| 48      | Yohan Eskrick-Parkinson  | Giamaica        | 299,35      | 48          | Non qualificati | Non qualificati | Non qualificati | Non qualificati |
| 49      | David Ledinski           | Croazia         | 297,35      | 49          | Non qualificati | Non qualificati | Non qualificati | Non qualificati |
| 50      | Chawanwat Juntaphadawon  | Thailandia      | 295,75      | 50          | Non qualificati | Non qualificati | Non qualificati | Non qualificati |
| 51      | Alberto Arévalo          | Spagna          | 294,25      | 51          | Non qualificati | Non qualificati | Non qualificati | Non qualificati |
| 52      | Adityo Restu Putra       | Indonesia       | 291,40      | 52          | Non qualificati | Non qualificati | Non qualificati | Non qualificati |
| 53      | Elias Petersen           | Svezia          | 285,50      | 53          | Non qualificati | Non qualificati | Non qualificati | Non qualificati |
| 54      | Diego Carquin            | Cile            | 278,35      | 54          | Non qualificati | Non qualificati | Non qualificati | Non qualificati |
| 55      | Frandiel Gómez           | Rep. Dominicana | 278,00      | 55          | Non qualificati | Non qualificati | Non qualificati | Non qualificati |
| 56      | Pak Yin Curtis Yuen      | Hong Kong       | 277,35      | 56          | Non qualificati | Non qualificati | Non qualificati | Non qualificati |
| 57      | Maori Pomeroy-Farrell    | Figi            | 276,45      | 57          | Non qualificati | Non qualificati | Non qualificati | Non qualificati |
| 58      | Jesús Liranzo            | Perù            | 275,00      | 58          | Non qualificati | Non qualificati | Non qualificati | Non qualificati |
| 59      | Donato Neglia            | Cile            | 274,35      | 59          | Non qualificati | Non qualificati | Non qualificati | Non qualificati |
| 60      | Mohab Ishak              | Egitto          | 268,30      | 60          | Non qualificati | Non qualificati | Non qualificati | Non qualificati |
| 61      | Mohamed Farouk           | Egitto          | 266,60      | 61          | Non qualificati | Non qualificati | Non qualificati | Non qualificati |
| 62      | Tri Anggoro Priambodo    | Indonesia       | 258,55      | 62          | Non qualificati | Non qualificati | Non qualificati | Non qualificati |
| 63      | Martynas Lisauskas       | Lituania        | 246,05      | 63          | Non qualificati | Non qualificati | Non qualificati | Non qualificati |
| 64      | Athanasios Tsirikos      | Grecia          | 235,30      | 64          | Non qualificati | Non qualificati | Non qualificati | Non qualificati |
| 65      | London Singh Hemam       | India           | 234,75      | 65          | Non qualificati | Non qualificati | Non qualificati | Non qualificati |
| 66      | Sebastian Konecki        | Lituania        | 222,60      | 66          | Non qualificati | Non qualificati | Non qualificati | Non qualificati |
| 67      | Abdulrahman Abbas        | Kuwait          | 215,55      | 67          | Non qualificati | Non qualificati | Non qualificati | Non qualificati |
|         | Gabriel Gilbert Daim     | Malaysia        | Ritirato    | Ritirato    | Ritirato        | Ritirato        | Ritirato        | Ritirato        |